# Os penian

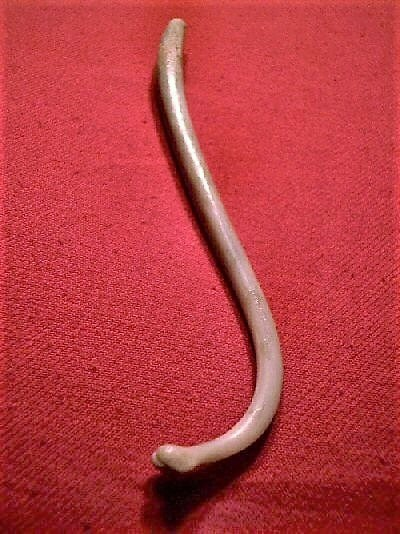
Osul penian la ursul spălător (Procyon lotor)

Osul penian (Os penis) sau baculum este un os format la partea anterioară a septului fibros dintre cei doi corpi cavernoși ai penisului. Este prezent la numeroase carnivore (fisipede și pinipede), rozătoare, lilieci (chiroptere), unele primate (lemurieni, unele maimuțe) și la unele insectivore, lipsește la om. Are un rol de suport rigid a penisului în timpul copulației și este folosit în taxonomie. Termenul „bacculum” este de origine latină și înseamnă „băț”.
Osul penian este un os deosebit, având o mare variabilitate în mărime și formă. Este absent la om și din cauza aceasta a alimentat o serie de legende și anecdote de natură sexuală. Utilitatea acestuia în procesul reproductiv al lumii animale este dezbătută. Mai multe ipoteze au fost avansate pentru a explica avantajul existenței osului penian la unele specii, dar nici una dintre ele nu este acceptată în unanimitate.
Osul penian este omolog cu osul clitoridian (denumit și baubelum) prezent la unele femele ale mamiferelor. Osul clitoridian este absent la femeie (asemenea lipsei baculumului la bărbați).

## Prezența osului penian la mamifere
Osul penian este prezent la 5 ordine de mamifere:
- carnivore, inclusiv la membrii mai multor familii bine-cunoscute, cum ar fi urside (urși), felide (pisici), canide (câini, lupi), pinipede (morse, foci, lei de mare), procionide (ratoni), mustelide (vidre, nevăstuici, jderi, dihori etc), mefitide (sconcși), dar absent la hienide (hiene) și viveride (genete, civete)
- chiroptere  (lilieci)
- rozatoare
- insectivore (cârtițe, chițcani, arici)
- primate (cu excepția atelinelor, hominidelor, lipsește la om)

Este absent la ordinele: lagomorfe (iepuri), cetacee (balene, cașaloți, delfini), marsupiale, și la familiile bovide, ecvide și cervide.

## Forma osului penian

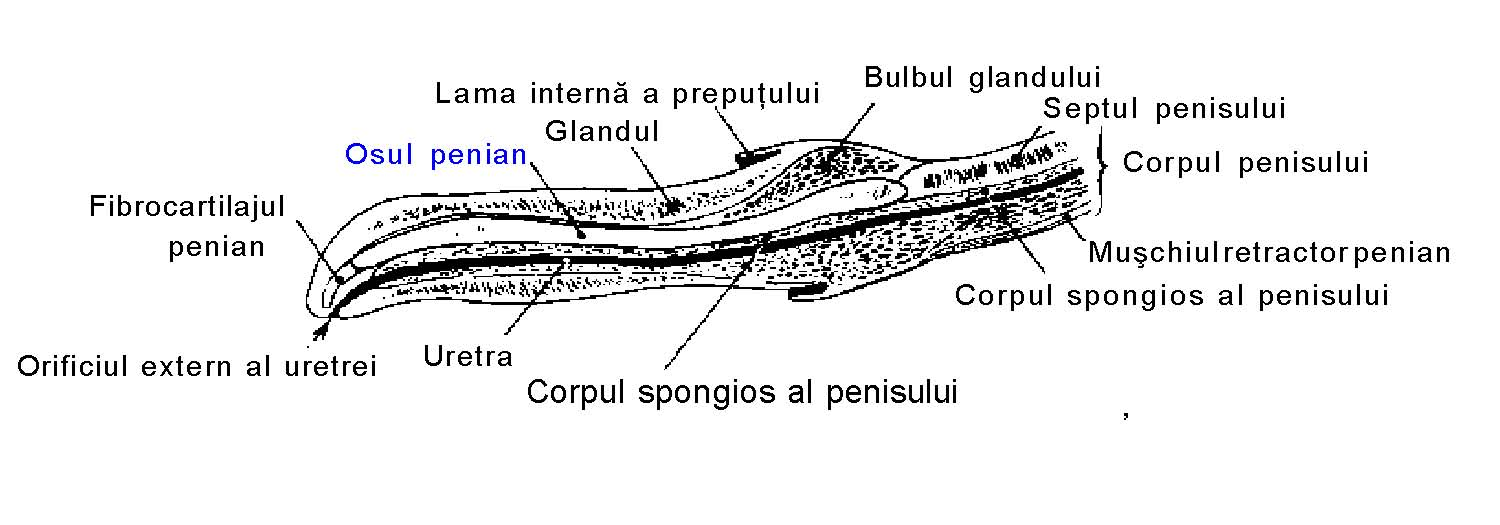
Osul penian la câine

Osul penian este un os heterotopic, adică nu este legat de restul scheletului. Echivalentul feminin al osului penian este osul clitorisului (os clitoridis) sau baubellum. Osul penian se află în mijlocul țesuturilor erectile ale parții terminale a penisului în poziție dorsală în raport cu uretra. Ca orice os, el se poate fractura.
Forma osul penian poate fi destul de simplă ca la baribal (Ursus americanus) sau canide (lup și coiot), sau mai complexă cu un capăt îndreptat în sus, un cârlig în porțiunea terminală, un șanț uretral, un capăt efilat sau în formă de spatulă sau bifurcat. Această diferență de structură, care se manifestă în același ordin de mamifere, este deosebit de utilă pentru a distinge și clasifica familiile și speciile și este utilizată în taxonomie. Ea intrigă cercetătorii și provoacă nenumărate discuții despre funcția acestui organ.

## Lungimea și creșterea

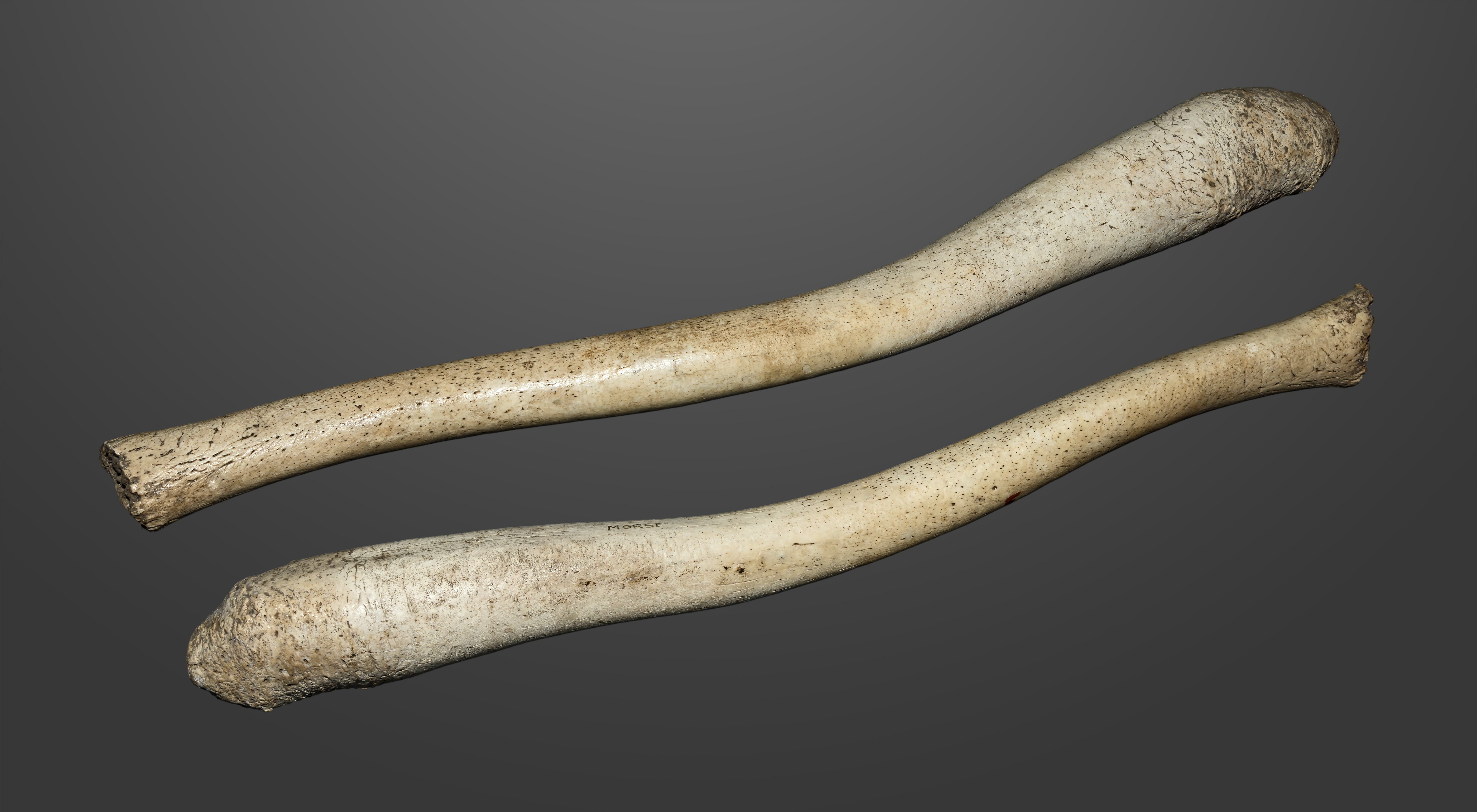
Osul penian la morsă

Lungimea osului penian variază de la un ordin sau familie la alta și chiar în cadrul aceluiași gen. Acest lucru este vădit în special la rozătoare și carnivore. La carnivore lungimea osului penian este de minimum 4–7 mm la râs și la alte feline mici, până la maximum de 62 cm la morse (Odobenus rosmarus).
La unele familii de carnivore (canide, mustelide, procionide și urside) și la pinipede există o relație aproape liniară între lungimea osului penian și talia animalului, estimată prin lungimea craniului. Dimpotrivă, printre alte familii  din același ordin, acestă relație nu este deloc evidentă, osului penian fiind mult mai mic decât talia animalului și incomplet osificat (la felide) sau totalmente dispărut (la hienide și unele specii de viveride).
La foca cu creastă (Cystophora cristata) și la ursul polar (Ursus maritimus), creșterea osului penian este rapidă în primii 2-5 ani și încetinește, fără a se opri, până când animalul atinge maturitatea sexuală. La șase ani, osul penian al unui urs polar ajunge la 89% din lungimea sa maximă. La ambele specii, mărimea osului penian reprezintă la adult 8% din lungimea corpului. La leii de mare al lui Steller (Eumetopias jubatus), această proporție este de 6,2% în timp ce la foca de Groenlanda (Pagophilus groenlandicus), acesta este de 9,9%.

## Funcția osului penian
Osul penian nu este indispensabil pentru reproducere deoarece multe specii nu îl au. Până în prezent, mai multe ipoteze au fost avansate pentru a explica funcția osului penian.

### Pleiotropia
Unii cercetători cred că osul penian a evoluat prin pleiotropie, adică, un mod de ereditate în care o mutație a unei singure gene afectează mai multe țesuturi sau organe și determină mai multe caractere ereditare. Dar majoritatea oamenilor de știință refuză să creadă că evoluția acestui organ nu coresponda cu nici o funcție. Ei aderă mai curând la ideea că această structură a evoluat diferit, chiar în interiorul aceluiași grup, sub presiunea factorilor selectivi care vizează optimizarea reproducerii. Pentru adepții acestui punct de vedere, costurile legate de creșterea și menținerea osului penian, ca și riscurile de infecție sau fractură, sunt semne că osul penian posedă o funcție precisă. Natura acestei funcții rămâne totuși controversată.

### Izolarea reproducerii speciilor
O a doua ipoteză ipoteză sugerează că diversitatea formelor și dimensiunilor osului penian constituie un fel de mecanism "cheie-broască", care izolează din punctul de vedere al reproducerii speciile care sunt prea apropiate din punct de vedere morfologic. Forma particulară a osului penian a unui mascul dintr-o specie dată ar putea prin urmare provoca, în timpul copulației, o serie de comportamente și  reacții neuroendocrine foarte specifice la femela din aceeași specie și care ar face imposibilă o împerechere cu un mascul dintr-o specie asemănătoare. Acțiunea osului penian este concomitentă cu alte mecanisme (de exemplu: stimularea olfactivă) pentru a prezerva integritatea reproductivă a unei specii.

### Fricțiunea vaginală
O a treia ipoteză, cea de fricțiune vaginală  susține ideea că osul penian asigură o rigiditate adițională penisului în erecție pentru a facilita penetrarea. Această rigiditate suplimentară ajută speciile la care monta (copulație) are loc înainte de erecție (de exemplu, canide) sau la speciilor care prezintă un dimorfism sexual pronunțat (de exemplu, mustelide, otariide). La speciile dimorfice, osul penian asigură un suport pentru a contracara rezistenta produsă de dimensiunea mică a orificiului vaginal.

### Intromisiunea prelungită

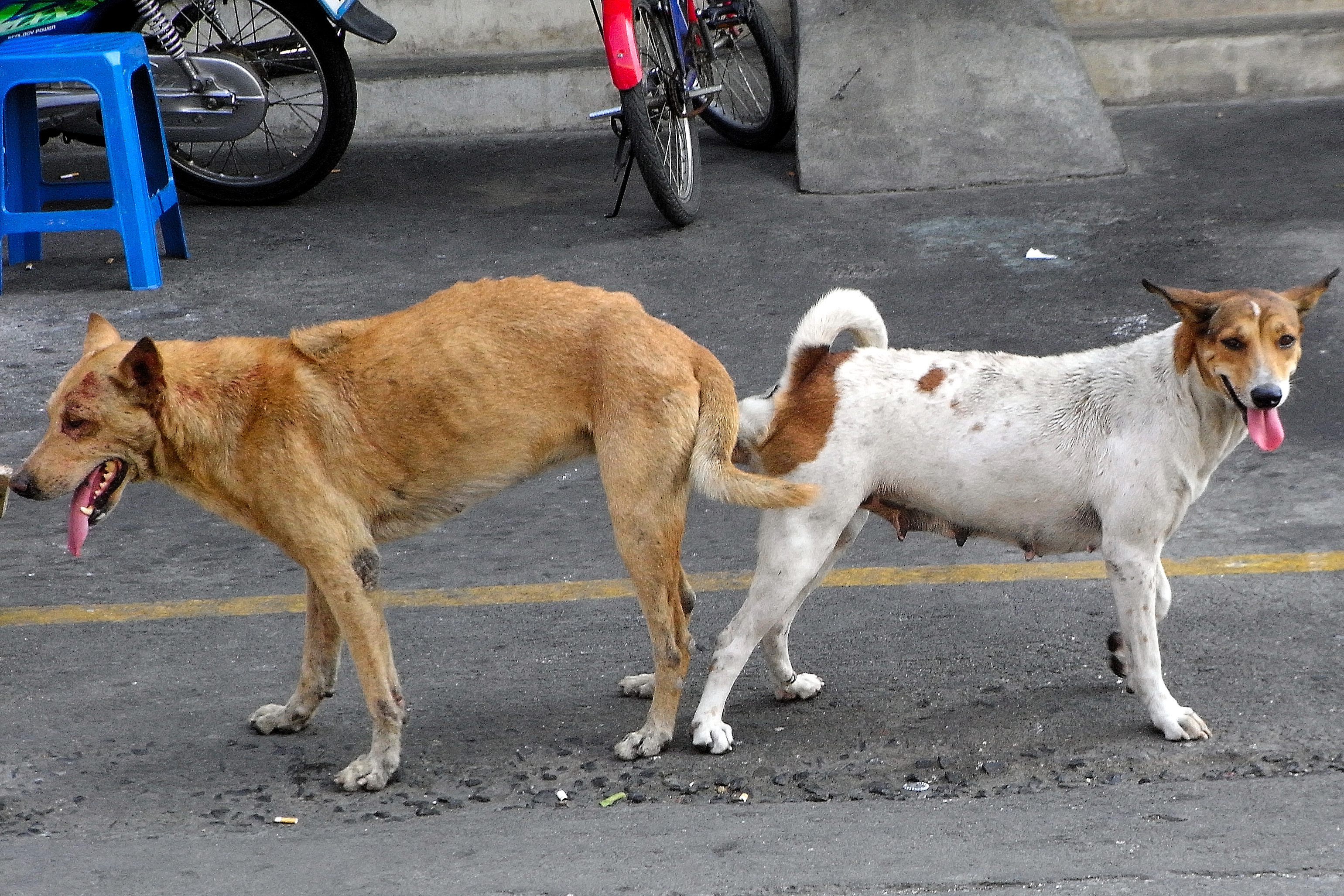
La câine, masculul și femela rămân sudați unul de altul după coit aproximativ douăzeci de minute

A patra ipoteză sugerează că osul penian joacă un rol în transportul spermei către ovul. Dimensiunea osului penian crește la speciile la care penetrația persistă după ejaculare și la speciile care au o penetrație unică și prelungită în locul mai multor penetrații de scurtă durată. În ambele cazuri, osul penian previne ocluzia uretrei și consecințele nefaste pe care aceasta le-ar provoca livrării de spermă. Aceasta este mai ales valabilă la speciile la care perechile rămân sudate una de alta în timpul copulației pentru perioade lungi de timp, de exemplu, speciile din familia canide. Această ipoteză de intromisiune prelungită ar trebui dezvoltată pentru a explica dimensiunea osului penian la primate și, eventual, la unele carnivore și pinipede.

### Inducerea ovulației
A cincea ipoteză sugerează că osul penian a evoluat pentru a stimula conductele reproducătoare a femelei și a induce ovulația, ceea ce ar crește succesul reproducerii.

## Importanța culturală

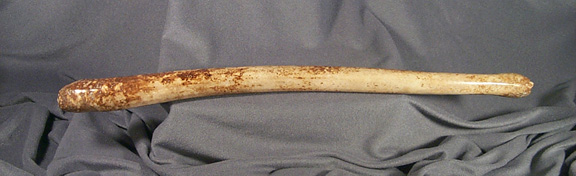
Osul penian al morsei, de circa 56 cm.

Osul penian se folosește din mai multe motive care nu au nimic de a face cu cercetarea științifică a faunei sălbatice. De exemplu, printre autohtonii din Alaska, osul penian al speciilor nordice de mari dimensiuni (morse, foci, lei de mare și urși polari) numit "Oosik", este șlefuit și sculptat pentru a face mânere de cuțit sau alte instrumente. El este, de asemenea, vândut turiștilor ca suvenir. În 2007, un os penian fosilizat lung (cu o lungime de 1,4 m) a unei specii dispărute de morsă, considerat de către vânzător ca cel mai mare os penian existent, a fost vândut pentru 8000 dolari.
Prin alte parți, osul penian al ratonului (Procyon lotor) este montat în bijuterii, sau este folosit ca un talisman sau amuletă care înlesnește fertilitatea. Osul penian al coiotului (Canis latrans) servește, de asemenea,  ca bastonaș pentru a amesteca cafeaua sau în Quebec, cocktailul. În acest ultim caz, efectul dorit este de a se amuza la reacția musafirilor atunci când sunt informați asupra naturii acestui obiect curios.
La unele popoare din Asia, osul penian al tigrilor și urșilor a fost considerat de multă vreme ca un afrodiziac care stimulează apetitul sexual.
Osul penian al mai multor specii este disponibil pe internet, la prețuri foarte rezonabile. Evident, pentru a obține osul penian al unor specii protejate, de exemplu al lupului (Canis lupus), lutrei de râu (Lontra canadensis), trebuie să ai un permis pentru a finaliza tranzacția în mod legal.